# Trasporti in Somalia
Questa voce raccoglie le principali tipologie di Trasporti in Somalia.

## Trasporti su rotaia

### Rete ferroviaria
La ferrovia è inesistente. Durante il periodo coloniale italiano era presente la Ferrovia Mogadiscio-Villaggio Duca Degli Abruzzi lunga 114 km.

### Reti metropolitane
Tale nazione non dispone nemmeno di sistemi di metropolitana.

### Reti tranviarie
Anche il servizio tranviario è assente.

## Trasporti su strada

### Rete stradale
Strade pubbliche: in totale 22.100 km (dati 1996)
- asfaltate: 2.608 km
- bianche: 19.492 km.

### Reti filoviarie
Attualmente in Somalia non esistono filobus. 

### Autolinee
Nella capitale, Mogadiscio, ed in poche altre zone abitate della Somalia, operano aziende pubbliche e private che gestiscono i trasporti urbani, suburbani ed interurbani esercitati con autobus.

## Porti e scali
- Bender Cassim (Boosaaso), Berbera, Chisimayu (Kismaayo), Merca e Mogadiscio.

## Trasporti aerei

### Aeroporti
In totale: 61 (dati 1999)
- Aeroporto internazionale di Mogadiscio
- Aeroporto internazionale di Hargeisa

a) con piste di rullaggio pavimentate: 7
- oltre 3047 m: 4
- da 2438 a 3047 m: 1
- da 1524 a 2437 m: 1
- da 914 a 1523 m: 1
- sotto 914 m: 0

b) con piste di rullaggio non pavimentate: 54
- oltre 3047 m: 0
- da 2438 a 3047 m: 3
- da 1524 a 2437 m: 12
- da 914 a 1523 m: 29
- sotto 914 m: 10.